# Acronema hookeri
Acronema hookeri là một loài thực vật có hoa trong họ Hoa tán. Loài này được (C.B.Clarke) H.Wolff mô tả khoa học đầu tiên năm 1927.